# Vojin Maksimović
Vojin Maksimović, srbski general in vojaški zgodovinar, * 25. november 1876, † 20. junij 1942.

## Življenjepis
Leta 1896 je končal beograjsko Vojaško akademijo, nato pa je bil v letih 1902−1905 na šolanju še na ruski Nikolajevski generalštabni akademiji.
Zaradi sodelovanja pri uporu podčastnikov kragujevške garnizije je bil leta 1906 obstojen na 10 let zapora; 1909 so ga pomilostili. 31. oktobra 1913 so ga ponovno aktivirali s činom majorja. 
Med prvo svetovno vojno je bil med drugim načelnik štaba 1. srbske prostovoljne divizije. Po vojni je bil predavatelj na Vojaški akademiji, vršilec dolžnosti velikega župana Zagreba, inšpektor Kopenske obrambe, poveljnik Zetske divizijske oblasti,...
Po aprilski vojni je umrl v nemškem vojnem ujetništvu.

## Dela
- Istorija ratne veštine (1923/4)
- Rat Srbije sa Turskom 1912-13 g. (1925/6)
- Spomenica Prve srpske dobrovoljačke divizije 1916-1916 (1926)